# Office fédéral allemand de l'aviation civile

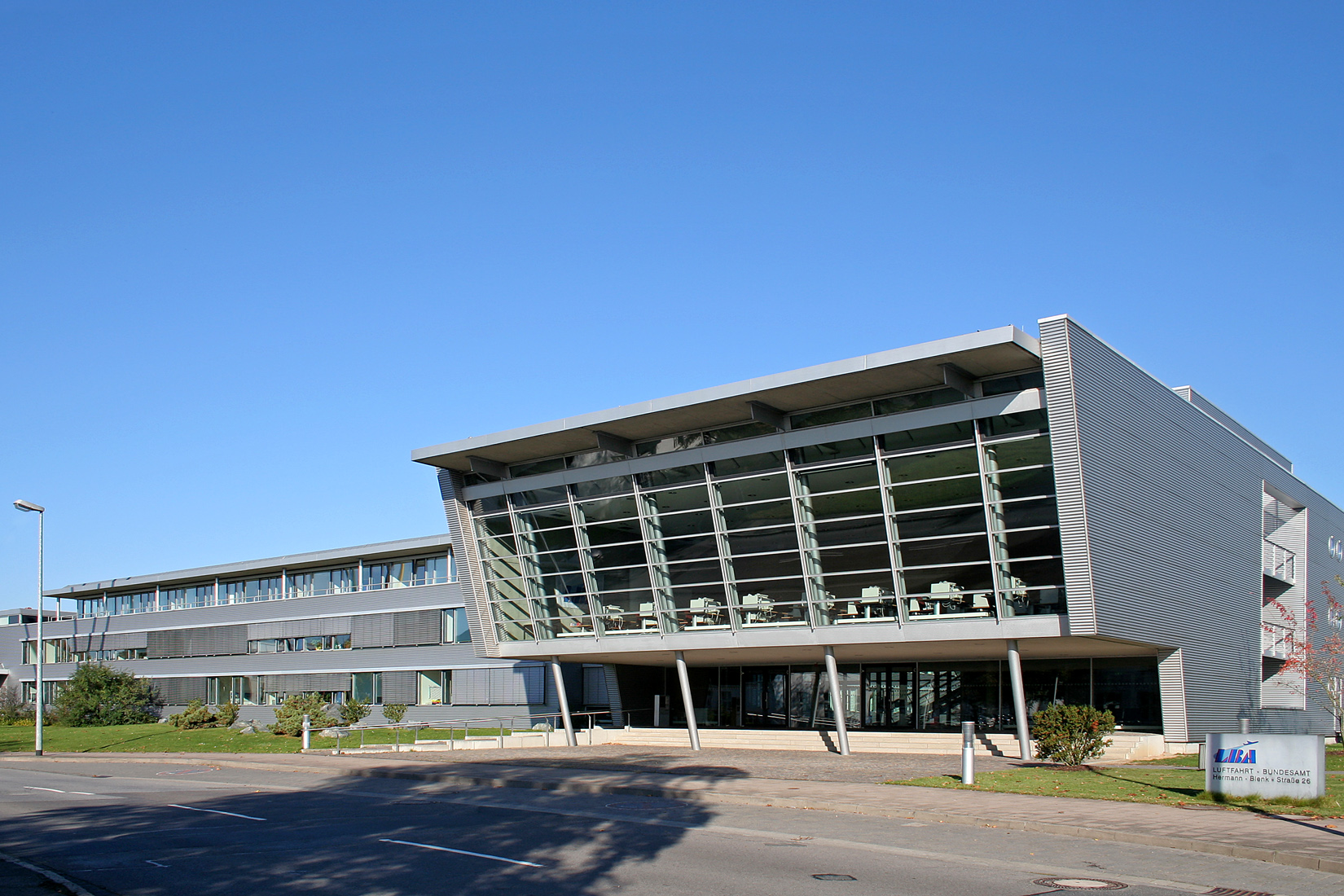
Siège du LBA

L'Office fédéral allemand de l'aviation civile (allemand : Luftfahrt-Bundesamt, LBA) est l'autorité de l'aviation civile de Allemagne. L'office a son siège à Brunswick, Basse-Saxe.